# معجون زمان ۴
بازدیدکنندگان: روز باستیل (به انگلیسی: The Visitors: Bastille Day) یا معجون زمان ۴ یک فیلم کمدی فانزی فرانسوی محصول سال ۲۰۱۶ به کارگردانی ژان-مری پواره با بازی ژان رنو، کریستیان کلاویه، فرانک دوبوسک، کرین ویار، سیلوی تستود، مری-ان شزل، آری آبیتان، الکس لوتس، پاسکال ان زونی، فردریک بل، کریستل کورنیل و گوتز اوتو است.
این سومین فیلم از سه‌گانه معجون زمان است که دنباله معجون زمان ۲ محسوب می‌شود (فیلم سوم بازسازی فیلم اول می‌باشد، نه ادامه فیلم دوم) این فیلم توسط سیدونی دوما (گومون)، سیلوین گلدبرگ و سرژ دو پوک (کارخانه نکسوس)، کریستین کلاویر (اویل پروداکشنز) و ژان مری پوار تهیه شده است. هر دو پوآره و کلاویه فیلمنامه را نوشته‌اند، همان‌طور که در مورد دو فیلم قبلی نیز چنین بود.
این فیلم که از آوریل تا ژوئن ۲۰۱۵ در جمهوری چک و بلژیک فیلمبرداری شده است، پس از بازسازی فیلم اول، دومین فیلم در این فرانچایز است که در فرانسه فیلمبرداری نشده است. همچنین بازگشت ژان مری پواره به کارگردانی سینما پس از یک وقفه طولانی تقریباً چهارده ساله بود. این فیلم یک شکست بحرانی و تجاری در فرانسه بود.